# Cebrenninus scabriculus
Cebrenninus scabriculus là một loài nhện trong họ Thomisidae.
Loài này thuộc chi Cebrenninus. Cebrenninus scabriculus được Tord Tamerlan Teodor Thorell miêu tả năm 1890.